# 1804
1804 (MDCCCIV) fue un año bisiesto comenzado en domingo según el calendario gregoriano.

## Acontecimientos

### Enero
- 1 de enero: Haití declara su independencia de Francia.
- Enero: Se estima que la población mundial llega a los 1000 millones de habitantes.[1]

### Febrero
- 13 de febrero: Fracaso de la conspiración de Cadoudal contra la vida del primer cónsul.
- 21 de febrero: Hace su aparición la primera locomotora en Gales.

### Marzo
- 14 de marzo: Rapto del duque d'Enghien en Ettenheim.
- 21 de marzo: Ejecución del duque d'Enghien en Vincennes.

### Abril
- 11 de abril: La Tercera Coalición comienza a existir.
- 14 de abril: Se funda el departamento de Flores (Uruguay)

### Mayo
- 14 de mayo: La expedición de Lewis y Clark parte desde Camp Dubois y comienza su viaje río arriba por el Misuri.
- 18 de mayo: Napoleón es proclamado emperador tras un plebiscito.

### Julio
- 10 de julio: Un terremoto de 7,0 sacude la provincia japonesa de Dewa matando a 500 personas.
- 11 de julio: Aaron Burr hiere mortalmente a Alexander Hamilton (político y escritor estadounidense) en un duelo a pistola, este moriría al día siguiente.

### Agosto
- 16 de agosto: Presentación de la «Legión de Honor» en Boulogne.
- 25 de agosto: Un terremoto de 6,4 sacude la ciudad de Almería dejando un saldo de 400 muertos.

### Noviembre
- 3 de noviembre: Elecciones presidenciales de Estados Unidos de 1804. El presidente Thomas Jefferson es reelegido con una abrumadora mayoría.

### Diciembre
- 2 de diciembre: La coronación de Napoleón Bonaparte como emperador de la República Francesa en Notre-Dame en París.
- 14 de diciembre: España declara la guerra a Gran Bretaña por el apresamiento de la escuadra del Brigadier Bustamante en la batalla del Cabo de Santa María.

### Fechas desconocidas
- Gran Bretaña - Desarrollo del ferrocarril: primera locomotora eficiente, construida por Richard Trevithick (1771-1833).

- Se inicia la construcción del edificio del Cabildo en la ciudad que alberga el Apostadero Naval de Montevideo.

## Arte y literatura
- Schiller - Guillermo Tell.

## Ciencia y tecnología
- Lacépède describe por primera vez el rorcual aliblanco común (Balaenoptera acutorostrata)
- Lacépède describe por primera vez el delfín de Commerson (Cephalorhynchus commersonii)
- Lacépède describe por primera vez el delfín sin aleta meridional (Lissodelphis peronii)
- Sowerby describe por primera vez el zifio de Sowerby (Mesoplodon bidens)

## Nacimientos

### Febrero
- 16 de febrero: Pascual Pérez Rodríguez, escritor, periodista y fotógrafo español, (f. 1868)

### Abril
- 5 de abril: Matthias Jakob Schleiden, botánico alemán (f. 1881)

### Julio
- 1 de julio: George Sand, novelista y periodista francesa (f. 1876)
- 20 de julio: Richard Owen, médico, biólogo y paleontólogo británico (f. 1892)
- 22 de julio: Victor Schoelcher, político francés (f. 1893)
- 28 de julio: Ludwig Feuerbach, teólogo y político alemán (f. 1872)

### Septiembre
- 19 de septiembre: Genaro Berón de Astrada, militar y político argentino (f. 1839)

### Octubre
- 24 de octubre: Wilhelm Eduard Weber, físico alemán (f. 1891)

### Noviembre
- 23 de noviembre: Franklin Pierce, político estadounidense y 14° presidente desde 1853 hasta 1857 (f. 1869).

### Diciembre
- 21 de diciembre: Benjamin Disraeli, político británico (f. 1881)

## Fallecimientos

### Enero
- 4 de enero: Charlotte Lennox, escritora y poetisa inglesa (n. ¿1730?).
- 26 de enero: José Nicolás de Azara, político, mecenas y diplomático español (n. 1730)

### Febrero
- 12 de febrero: Immanuel Kant, filósofo alemán (n. 1724)

### Abril
- 9 de abril: Jacques Necker, financiero y político suizo (n. 1732)

### Mayo
- 5 de mayo: Antonio José de Cavanilles, botánico y científico español (n. 1745)

### Julio
- 12 de julio: Alexander Hamilton, economista, político, abogado, escritor y soldado estadounidense (n. 1755)
- 30 de julio: Carlo Allioni, médico y botánico italiano (n. 1728)

### Septiembre
- 20 de septiembre: Pierre Méchain astrónomo y geógrafo francés en Castellón de la Plana (n. 1744)

### Octubre
- 29 de octubre: George Morland, pintor inglés (n. 1763).